# Terpna neonoma
Terpna neonoma là một loài bướm đêm trong họ Geometridae.